# Jan Kříž (herec)
Jan Kříž (* 19. září 1985, Liberec) je český divadelní herec, zpěvák, režisér a scénograf. Je dvojnásobným držitelem ceny Thálie, a to za ztvárnění Dannyho v Pomádě  a za roli staršího Michala v muzikálu Děti ráje.

## Životopis
Vystudoval scénografii, ale věnoval se i muzikálovému herectví. Jeho otec je zpěvák a režisér Oldřich Kříž. V roce 2010 se zúčastnil reality show Robin Hood – Cesta ke slávě, kde vítězové měli získat hlavní roli v připravovaném muzikálu Gabriely Osvaldové a Ondřeje Soukupa Robin Hood. Hlavní ženskou roli získala Martina Bártová a mužskou právě Jan Kříž. Během této reality show se také seznámil s Marií Blahynkovou, která se později stala jeho přítelkyní a manželkou. Pár byl oddán dne 11. listopadu 2015 v Evangelickém chrámu U Salvátora v Praze.
Účast v soutěži ho proslavila a jeho domovskou scénou se od té doby stalo Divadlo Kalich, kde o rok později ztvárnil roli Erika v hitmuzikálu Osmý světadíl podle písniček skupiny Elán. V roce 2012 získal hlavní roli v muzikálu Pomáda v režii Jána Ďurovčíka. Za ztvárnění Dannyho obdržel nominaci na cenu Thálie, kterou později i proměnil. V roce 2013 získal roli opičího krále a supa v muzikálu Mauglí a v libereckém divadle F. X. Šaldy ztvárnil Josefínu v Někdo to rád horké, k muzikálu taktéž navrhl scénu. V roce 2015 režíroval liberecké uvedení muzikálu My Fair Lady a ztvárnil hlavní roli Jerryho v muzikálu Atlantida, který je postaven na písních Miro Žbirky. Ve stejném roce také proběhla obnovená premiéra muzikálu Děti ráje, kdy se muzikál z pražské Goja Music Hall přemístil do brněnského Bobycentra. Jan Kříž opět ztvárnil roli staršího Michala a získal svou druhou cenu Thálie.
V letech 2018 až 2019 také vystupoval v hlavní roli Hraběte Von Krolocka v německém národním turné muzikálu Ples upírů (Tanz der Vampire).

## Divadlo

### Jako herec
- 2007 Ivan Hejna, Vašo Patejdl, Eduard Krečmar: Jack Rozparovač, Robert Anderson, Divadlo Kalich, režie Petr Novotný
- 2008 Mirjam Landa, Daniel Landa: Touha, Benedikt Berousek (v alternaci s Miroslavem Hrabětem a Martinem Písaříkem), Divadlo Kalich, režie Mirjam Landa
- 2009 Jiří Hubač, Ondřej Soukup, Gabriela Osvaldová: Johanka z Arku, Raimond, Divadlo Kalich, režie Jozef Bednárik, Lubomir Fritz
- 2009 Sagvan Tofi, Michal David, František Janeček: Děti ráje, starší Michal, Goja Music Hall, režie Petr Novotný
- 2009 Marek Kožušník, Pavel Holý, Milan Levý, Jan Krůta: Kladivo na čarodějnice, Smith, Divadlo Milénium, režie Ladislav Beran
- 2010 Gabriela Osvaldová, Ondřej Soukup: Robin Hood, Robin Hood, Divadlo Kalich, režie Ján Ďurovčík
- 2011 Boris Filan, Ján Ďurovčík, Peter Pavlac: Osmý světadíl, Erik (v alternaci se Zbyňkem Fricem), Divadlo Kalich, režie Ján Ďurovčík
- 2012 Jim Jacobs, Warren Casey: Pomáda, Danny (v alternaci s Romanem Tomešem a Přemyslem Pálkem), Divadlo Kalich, režie Ján Ďurovčík
- 2013 Gabriela Osvaldová, Ondřej Soukup: Mauglí, Opičí král a Sup, Divadlo Kalich, režie Martin Kukučka a Lukáš Trpišovský
- 2013 Peter Stone, Jule Styne, Bob Merrill: Sugar (Někdo to rád horké), Joe, Divadlo F. X. Šaldy, režie Oldřich Kříž
- 2013 Joe Masteroff, Jerry Bock, Sheldon Harnick: She Loves Me, George, Divadlo F. X. Šaldy – scéna
- 2014 Robert Stigwood, Bill Oakes: Horečka sobotní noci, Tony (v alternaci s Přemyslem Pálkem), Divadlo Kalich, režie Ján Ďurovčík
- 2015 Betty Comden, Adolph Green, Nacio Herb Brown, Arthur Freed: Zpívání v dešti, Don Lockwood, Jihočeské divadlo České Budějovice, režie Oldřich Kříž
- 2015 Sagvan Tofi, Michal David, František Janeček: Děti ráje, starší Michal, Bobycentrum, režie Radek Balaš
- 2015 Ján Ďurovčík, Peter Pavlac, Miroslav Žbirka, Kamil Peteraj: Atlantida, Jerry (v alternaci s Petrem Novotným), Divadlo Kalich, režie Ján Ďurovčík
- 2016 Joe DiPietro: Srdcový král (All Shook Up), Chad (v alternaci s Přemyslem Pálkem), Divadlo Kalich, režie Šimon Caban
- 2018 Karel Janák, Queen: Freddie – Concert show, Brian May (v alternaci s Romanem Říčařem a Peterem Strenáčikem), Divadlo Radka Brzobohatého, režie Karel Janák
- 2019 Claude Magnier, Mélanie Guillaume, Jean Franco: Lady Oskar, Thibault, Divadlo Kalich, režie Jana Paulová
- 2019 Elán, Ján Ďurovčík, Peter Pavlac: Voda (a krev) nad vodou,[8] Adam (v alternaci s Tomášem Löblem), Divadlo Kalich, režie Ján Ďurovčík
- 2019 Michael Kunze, Sylvester Levay: Elisabeth, Smrt (v alternaci s Pavlem Režným), Divadlo Josefa Kajetána Tyla, režie Lumír Olšovský
- 2020 Daniel Landa: Krysař, Štěpán (v alternaci s Romanem Tomešem a Milanem Peroutkou)[9], Divadlo Kalich, režie Mirjam Landa

### Jako tvůrce
- 2007 John Steinbeck: O myších a lidech, Městské divadlo Mladá Boleslav – výprava
- 2009 Adolf Branald, Radek Balaš: Dědeček automobil, Městské divadlo Mladá Boleslav – výprava
- 2009 Vratislav Blažek, Ladislav Rychman, Jiří Bažant, Jiří Malásek, Vlastimil Hála: Dáma na kolejích, Divadlo Josefa Kajetána Tyla – dramaturgie
- 2010 Radek Balaš, Oldřich Lichtenberg, Michal David, Zdeněk Barták: Je třeba zabít Davida, Divadlo Broadway – scéna
- 2011 Betty Comden, Adolph Green, Nacio Herb Brown, Arthur Freed: Zpívání v dešti, Jihočeské divadlo České Budějovice – úprava, scéna
- 2013 Joe Masteroff, Jerry Bock, Sheldon Harnick: She Loves Me, Divadlo F. X. Šaldy – scéna
- 2013 Peter Stone, Jule Styne, Bob Merrill: Sugar (Někdo to rád horké), Divadlo F. X. Šaldy – scéna
- 2015 Fredrick Loewe, Alan Jay Lerner: My Fair Lady, Divadlo F. X. Šaldy – režie, scéna
- 2016 Henri Meilhac, Albert Millaud, Florimond Hervé: Mam´zelle Nitouche, Divadlo F. X. Šaldy – scéna

## Filmografie
| Rok       | Název                                   | Role           | Poznámky                              |
| --------- | --------------------------------------- | -------------- | ------------------------------------- |
| 2010      | Robin Hood – Cesta ke slávě             | sám sebe       | televizní pořad, vítěz reality show   |
| 2013–2018 | Helena                                  | Felix          | televizní seriál                      |
| 2014      | Intimity                                |                |                                       |
| 2016      | Psanci                                  | Bob Cole       |                                       |
| 2017      | Doktorka Kellerová                      |                | televizní seriál, díl: Opičí láska    |
| 2020      | Einstein – Případy nesnesitelného génia | Richard Klásek | televizní seriál, díl: Termodynamika  |
| 2021      | Jak si nevzít princeznu                 | Ctirad         | televizní film                        |
| 2021      | 1. mise                                 | Martin Kozel   | televizní seriál, díl: Králík od Olgy |